# 黄海棠
黄海棠（学名：Hypericum ascyron）为藤黄科金丝桃属下的一个种。

## 外部連結
- 7,9,12-三羥基-2,2-二甲基-2H,6H-吡喃(3,2-b)-6-占噸酮 7,9,12-Trihydroxy-2,2-dimethyl-2H,6H-pyrano(3,2-b)xanthen-6-one （页面存档备份，存于） 中草藥化學圖像數據庫 (香港浸會大學中醫藥學院) （中文）（英文）

## 扩展阅读
- 維基物種上的相關：黄海棠